# Veyretia sagittata
Veyretia sagittata là một loài thực vật có hoa trong họ Lan. Loài này được (Rchb.f. & Warm.) Szlach. miêu tả khoa học đầu tiên năm 1995.